# Rogajny (gromada)
Rogajny – dawna gromada, czyli najmniejsza jednostka podziału terytorialnego Polskiej Rzeczypospolitej Ludowej w latach 1954–1972.
Gromady, z gromadzkimi radami narodowymi (GRN) jako organami władzy najniższego stopnia na wsi, funkcjonowały od reformy reorganizującej administrację wiejską przeprowadzonej jesienią 1954 do momentu ich zniesienia z dniem 1 stycznia 1973, tym samym wypierając organizację gminną w latach 1954–1972.
Gromadę Rogajny z siedzibą GRN w Rogajnach utworzono – jako jedną z 8759 gromad na obszarze Polski – w powiecie pasłęckim w woj. olsztyńskim na mocy uchwały nr 23 WRN w Olsztynie z dnia 4 października 1954. W skład jednostki weszły obszary dotychczasowych gromad Grądki, Kwitajny, Leźnice i Rogajny ze zniesionej gminy Rogajny, a także obszar dotychczasowej gromady Gryżyna oraz miejscowość Skolimowo z dotychczasowej gromady Majki ze zniesionej gminy Zielonka Pasłęcka, w tymże powiecie. Dla gromady ustalono 16 członków gromadzkiej rady narodowej.
31 grudnia 1961 do gromady Rogajny włączono wsie Sałkowice, Nowy Cieszyn i Stary Cieszyn ze zniesionej gromady Bielica w tymże powiecie.
1 stycznia 1972 do gromady Rogajny włączono tereny o powierzchni 461,33 ha z miasta Pasłęk w tymże powiecie.
Gromada przetrwała do końca 1972 roku, czyli do kolejnej reformy gminnej.